# NGC 761
NGC 761 (również PGC 7395 lub UGC 1439) – galaktyka spiralna z poprzeczką (SBa), znajdująca się w gwiazdozbiorze Trójkąta. Odkrył ją 11 października 1850 roku Bindon Stoney – asystent Williama Parsonsa.